# Of the Conduct of the Understanding

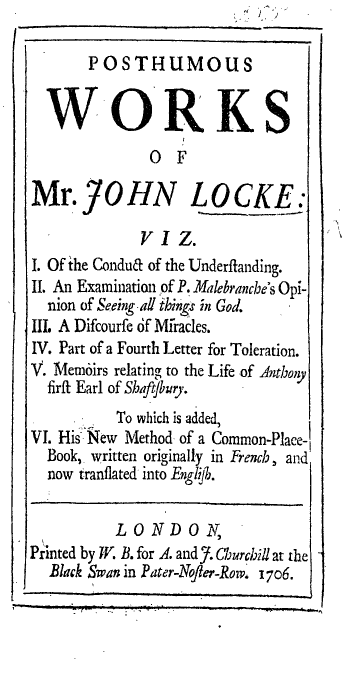
Titelpagina van de Posthumous Works of Mr. John Locke (1706), waarin het werk voor het eerst verscheen.

Of the Conduct of the Understanding is een tekst over helder en rationeel denken van John Locke, postuum gepubliceerd in 1706 door Peter King. 
Locke schuift rationeel zelfonderzoek naar voren als middel om tot morele zuiverheid te komen en geestesziekte te bestrijden. Het werk is opgevat als een praktische leidraad bij An Essay Concerning Human Understanding, waarop het een aanvulling vormt. 

## Nederlandse vertaling
- John Locke, Leidraad voor het verstand, vert. Ilonka de Lange, 1979. ISBN 9789060093801